# Wu Xing Xi
Wu Xing Xi (chin. 五形戲) auch Wuxingxi bezeichnet die „fünf Tiersysteme der Shaolin“. Es geht auf das vom chinesischen Arzt Hua Tuo im 2. Jh. (Östliche Han-Dynastie) entwickelte gymnastische Bewegungssystem, dem „Spiel der fünf Tiere“ (Wu Qin Xi), zurück.
Auf dieser Basis entstand das Wu Xing Xi im 16. Jahrhundert im Kloster der Shaolin, indem das Wu Qin Xi in kämpferische Aspekte umgewandelt wurde. „Die fünf Tiersysteme“ der Shaolin zählen damit zu den Kampfkünsten der Shaolin und nicht wie Wu Qin Xi zum Qigong. Diese komplexen Systeme des Shaolin Kung Fu (少林功夫) können als Vorläufer der Kata betrachtet werden.
Wu Xing Xi besteht wie Wu Qin Xi aus fünf Übungssequenzen: Der Tiger (虎 hǔ) steht für das Üben der Knochen, der Drache (龙 lóng) für den übenden Geist, der Leopard (豹 bào) übt die Kraft, die Schlange (蛇 shé) übt das Qi und der Kranich (鹤 hè) übt die Essenz (Jing).
Die sich daraus ergebenden Formen beziehungsweise Stile sind:
- Huxingquan (Tigerboxen)
- Longquan (Drachenboxen)
- Baoquan (Leopardenboxen)
- Shequan (Schlangenboxen)
- Hequan (Kranichstil)